# Володимир (пароплав, 1895)
«Володи́мир» (рос. дореф. «Владиміръ») — товаро-пасажирський пароплав-транспорт Добровільного флоту Російської імперії, пізніше — у складі військово-морських сил Збройних сил Півдня Росії та флоту Радянського Союзу.

## Опис
Головний в однойменній серії з чотирьох одиниць двогвинтових сталевих трипалубних пароплавів-транспортів із подвійним дном, замовлених для заміни проданого Морському відомству пароплава «Росія». Мав дві щогли і одну димову трубу.
Довжина корабля становила 131,67 метра, ширина — 15,18 метра, висота борту по мідель-шпангоуту — 8,84 метра, осадка без навантаження — 7,62 метра, з повним навантаженням — 9,75 метра. Водотоннажність становила 10 750 тонн, місткість — 5621 брутто-реєстрових або 3197 нетто-реєстрових тон. Вантажопідйомність пароплава становила 5297 тон. Екіпаж — 115 осіб.
Оснащений механізмами виробництва фірми Denny & Co., двома вертикальними трициліндровими паровими машинами потрійного розширення та трьома циліндричними котлами з дуттям системи Гоудена загальною потужністю 3000 індикаторних кінських сил (519 номінальних кінських сил).
Запас палива розраховано на 1185 тонн вугілля з максимальною дальністю плавання 6500 миль при швидкості ходу 10 вузлів. Максимальна швидкість ходу — 13 вузлів.

## Історія
Замовлений 1 липня 1894 року в Англії для регулярних рейсів на Далекий Схід за 92 500 фунтів стерлінгів, що еквівалентно 1 004 311 рублям.
Закладений у Дамбартоні на верфі Denny & Co. Після спуску на воду 11 квітня 1895 року 26 серпня прибув до Кронштадта і 14 жовтня того ж року вирушив у перший рейс до Владивостока з котлами для крейсера «Адмірал Корнілов» і канонерського човна «Сивуч», 2900 тонами рейок і двома річковими пароплавами для Амурської залізниці.
Судно приймало на борт 56 пасажирів у каютах 1-го і 2-го класу і 917 пасажирів у приміщеннях 3-го класу й на палубі.
13 березня 1896 року прибув до Одеси з Тихого океану і отримав приписку до Одеського торгового порту під № 726. Надалі експлуатувався на регулярній далекосхідній лінії.
Протягом 1896—1897 років за фрахтом Військового відомства неодноразово перевозив на Далекий Схід з Одеси нижніх чинів, беручи на борт до 630 осіб за один рейс. У 1898 році доправив у Порт-Артур вантажі для Квантунської кріпосної артилерії.
Під час боксерського повстання в Китаї доставив підкріплення з Одеси, прибувши до Владивостока до 26 червня 1900 року.
Мобілізований Військовим відомством з 3 березня 1900 року для військово-транспортних перевезень до Порт-Артура та для десантів на Печелійському узбережжі. Тоді ж отримав на озброєння одну 37-міліметрову гармату. З 13 липня до 3 серпня 1900 року перебував у розпорядженні коменданта Порт-Артурської фортеці.
Протягом 1900—1901 років брав участь у вивезенні звільнених російських військ, прибув до Одеси з демобілізованими, пораненими і персоналом трьома рейсами — 22 березня, 26 серпня та 7 вересня 1901 року. У зворотні рейси перевозив змінні війська, чим займався і впродовж наступних 1902 та 1903 років.

### Російсько-японська війна
24 вересня 1903 року прибув до Одеси з чергового рейсу на Далекий Схід і у зв'язку з початком російсько-японської війни 15 червня 1904 року переданий у розпорядження Морського відмоства для виконання транспортних функцій.
24 жовтня того ж року вирушив з Одеси за призначенням і за чотири дні став на рейд у бухті Суда, а після прибуття туди загону контрадмірала Д. Г. Фелькерзама приєднався до нього. 15 грудня 1904 року прийшов у Нусі-Бе і був включений до 3-го відділення транспортів 2-ї Тихоокеанської ескадри Балтійського флоту. Під час походу використовувався для бункерування суден, а перед Цусімською битвою відділився від ескадри і 12 травня 1905 року прибув у Шанхай, де стояв на рейді до закінчення війни.
13 жовтня вийшов із Шанхаю і 28 жовтня у Кобе зарахований до Добровільного флоту. Впродовж деякого часу виконував рейси між японськими портами і Владивостоком з доставки російських військовополонених.
Вийшовши у лютому 1906 року з Владивостока у складі 6-ї групи зафрахтованих суден, взяв на борт 47 офіцерів і 1649 нижніх чинів, а 23 березня прибув до Одеси і відновив регулярні рейси далекосхідною лінією.
Навесні 1913 року капітально відремонтований в Одесі із заміною топок у котлах.

### Перша світова війна
7 травня 1914 року прибув до порту приписки з чергового рейсу на Далекий Схід. Початок Першої світової війни зустрів перебуваючи у Чорному морі. 25 листопада 1914 року притягнутий до військово-суднової повинності в Миколаєві Морським відомством і спочатку використовувався для розміщення на ньому команди лінійного корабля «Імператриця Марія», що будувався.
25 лютого 1915 року зарахований до складу Транспортної флотилії Чорного моря з присвоєнням № 15. Входив до складу загону транспортів Транспортної флотилії Чорного моря.
Взимку 1915—1916 років переобладнаний в Одесі, після чого міг брати на борт 988 осіб десанту, 152 коні та 50 возів. Згодом у складі 1-го, 2-го, 4-го, 5-го та 7-го загонів флотилії виконував військові перевезення на чорноморському театрі бойових дій і брав участь у висадці десанту на Лазистанське узбережжя. У 1916 році отримав на озброєння дві 47-міліметрові гармати.

### Під час Української революції
18 червня 1918 року включений до складу Транспортної флотилії флоту Української Держави. 25 вересня того ж року повернутий Добровільному флоту.
У лютому 1920 року брав участь в евакуації білих військ з Одеси і Новоросійська. 31 жовтня залучений за примусовим тайм-чартером у Севастополі командуванням Збройних сил Півдня Росії для евакуації з Криму. 15 листопада вирушив з Феодосії до Стамбула із 12 600 біженцями на борту, де після розвантаження був повернутий Добровільному флоту.
У грудні 1920 року проданий грузинському підданому Джіакелі за 72 500 турецьких лір за позовом команди за несплату заробітньої платні. У 1922 році перепроданий Англо-російському кооперативному союзу і отримав приписку до Одеського портового порту.
У лютому 1923 року пішов із першою експортною партією пшениці Радянського Союзу з Одеси в Гамбург. Влітку того ж року через поганий технічний стан проданий на злам німецькій фірмі. 7 вересня прийшов у Вільгельмсгафен, де і був розібраний на брухт.